# فلورنسا إي. وول
فلورنسا إي. وول (بالإنجليزية: Florence E. Wall)‏ هي كيميائية أمريكية، ولدت في 12 يوليو 1893 في باترسون في الولايات المتحدة، وتوفيت في 2 أكتوبر 1988 في فيرفيلد في الولايات المتحدة.